# 울산광역시의 축제 목록
2014년 기준 대한민국 울산광역시에서 열리는 축제는 모두 11개다.

## 울산광역시의 축제 목록
| 축제명              | 개최시기            | 주요 내용                                                         | 장소                          | 주최/주관                          |
| ------------------- | ------------------- | ----------------------------------------------------------------- | ----------------------------- | ---------------------------------- |
| 울산고래축제        | 4월 24일~4월 27일   | 선사고래잡이재현, 체험행사, 고래바다여행선체험 등                 | 태화강고수부지 및 장생포 일원 | 남구(고래과)                       |
| 울산옹기축제        | 5월 2일~5월 5일     | 전국옹기만들기대회, 옹기장인시연, 옹기할배 마당놀이, 옹기등불달기 | 외고산옹기마을                | 울주군(문화관광과)                 |
| 울산쇠부리축제      | 5월 9일~5월 11일    | 쇠부리놀이 재연, 전통제철복원, 팔도대장간마을 등 체험부스 운영    | 북구청광장                    | 북구(문화체육과)                   |
| 울산대공원 장미축제 | 5월 29일~6월 2일    | 개막식, 공연행사, 체험전시, 행사 레이져 쇼, 뮤직박스 운영 등      | 울산대공원 일원               | 시(녹지공원과), SK                 |
| 울산조선해양축제    | 6월 28일~7월 27일   | 기발한배 콘테스트, 해양불꽃쇼, 방어잡기대회, 핀수영대회 등        | 일산해수욕장                  | 동구(문화체육과)                   |
| 울산서머페스티벌    | 7월 ~ 8월           | 트로트, 레게, 힙합, 영페스티발, 7080콘서트                        | 진하, 일산해수욕장 외         | 시(문화예술과), 울산MBC            |
| 울산아트페스티벌    | 8월                 | 국제해변 무용제, 락 페스티발                                      | 진하해수욕장 일원             | 시(문화예술과), 울주군(문화관광과) |
| 처용문화제          | 10월 2일~10월 5일   | 처용맞이, 월드뮤직페스티발                                        | 문화예술회관, 달동 문화공원   | 시(문화예술과)                     |
| 울산문화거리축제    | 10월                | 개막식, 축하공연, 전시·체험행사                                   | 성남동 젊음의거리             | 중구(문화체육과)                   |
| 언양한우불고기축제  | 10월                | 개막식, 축하공연, 한우깜작경매                                    | 언양한우불고기특구            | 울주군(축수산과)                   |
| 간절곶 해맞이축제   | 12월 31일 ~ 1월 1일 | 불꽃놀이, 해돋이 관람, 공연행사 등                                | 간절곶                        | 시(문화예술과)                     |

## 같이 보기
- 서울특별시의 축제 목록
- 부산광역시의 축제 목록
- 대구광역시의 축제 목록
- 인천광역시의 축제 목록
- 광주광역시의 축제 목록
- 대전광역시의 축제 목록
- 세종특별자치시의 축제 목록
- 경기도의 축제 목록
- 강원특별자치도의 축제 목록
- 충청북도의 축제 목록
- 충청남도의 축제 목록
- 전북특별자치도의 축제 목록
- 전라남도의 축제 목록
- 경상북도의 축제 목록
- 경상남도의 축제 목록
- 제주특별자치도의 축제 목록